# Francolin perlé
Francolinus pintadeanus
Espèce
Statut de conservation UICN

 LC  : Préoccupation mineure
Le Francolin perlé (Francolinus pintadeanus) est une espèce d'oiseaux de la famille des Phasianidae.

## Distribution
Sud est du Manipour, Myanmar, sud et sud-est de la Chine y compris l’île de Hainan, ouest et sud de la Thaïlande, Cambodge, Laos, Vietnam. Le francolin perlé a été introduit à l’île Maurice et aux Philippines (Ile Luçon).

## Sous-espèces
D'après la classification de référence (version 5.2, 2015) du Congrès ornithologique international, cette espèce est constituée des deux sous-espèces suivantes :
- F. p. pintadeanus (Scopoli, 1786) se rencontre dans le sud est de la Chine.
- F. p. phayrei (Blyth, 1843) est une forme plus petite qui occupe la majeure partie de l’aire de répartition : Manipour, Myanmar, Thaïlande, Laos, Cambodge, Vietnam.

## Habitat
Le francolin perlé marque une nette préférence pour les bois clairs secs, les collines arbustives jusqu’à 1 500 m d’altitude. Il peut cependant descendre en plaine dans les broussailles qui bordent les cultures. Il évite tous les endroits humides (Hennache & Ottaviani 2011).

## Mœurs
Ce francolin vit seul ou en couple, plus rarement en groupe familial. Il est plus actif tôt le matin ou tard le soir lorsqu’il recherche sa nourriture sous les couverts végétaux ou dans les cultures. Celle-ci consiste en graines, pousses et insectes.

## Voix
Le mâle est réputé bon chanteur à la saison de reproduction. Le chant, poussé d’un poste élevé, jusqu’à 7 m dans les arbres (Samnang et al. 2004), est constitué de cinq notes assez rauques kak-kak-kuich, ka-ka. Johnsgard (1988) l’a transcrit par la phrase anglaise « Do-be-quick-papa ». Ce cri territorial est mis à profit pour capturer d’autres oiseaux : un mâle chanteur placé en cage sur le territoire d’un autre mâle sauvage permet le piégeage de ce dernier, souvent au lacet.

## Nidification
Le francolin perlé est monogame. La reproduction commence à la saison des pluies, soit mars à septembre en Inde et au Myanmar (Ali & Ripley 1978). Des nids ont même été trouvés en octobre dans les monts Kachin (Myanmar) ; ils pourraient correspondre à des deuxièmes pontes. Les nids sont placés dans des dépressions du sol, bien abrités sous une touffe de bambous ou un buisson, moins souvent dans une touffe d’herbe.

## Statut, conservation
Cette espèce n’est pas considérée comme menacée. Elle est localement commune et serait tolérante aux modifications d’habitat pour mise en culture. Samnang et al. (2004) rapportent que les francolins perlés sont très nombreux autour des villages de la chaîne des Cardamomes (Cambodge) et que l’espèce y est peu ou pas chassée en raison des difficultés que présente sa capture. Le dérangement causé par des activités forestières, le bûcheronnage, le ramassage de champignons ou de plantes, pourrait cependant représenter une menace en saison de nidification (Samnang & Browne 2004).